# Lực lượng vũ trang
Lực lượng vũ trang là lực lượng chiến đấu của nhà nước, có nhiệm vụ bảo vệ chủ quyền, an ninh, quốc gia và giữ gìn trật tự an toàn xã hội.
Lực lượng vũ trang được trang bị vũ khí cùng với những quyền hạn nhất định. Mỗi quốc gia đều có một hay nhiều lực lượng vũ trang của riêng mình. Các lực lượng vũ trang được chia thành ba dạng là quân đội, công an và dân quân.
Quân đội là lực lượng thực hiện nhiệm vụ bảo vệ sự toàn vẹn lãnh thổ, chủ quyền của quốc gia, chống ngoại xâm. Kiểm soát quân sự, cảnh sát quân sự hay quân cảnh là lực lượng thực hiện nhiệm vụ giữ gìn trật tự của quân đội.
Công an là lực lượng thực hiện nhiệm vụ giữ gìn an ninh quốc gia, an ninh chính trị, an ninh trật tự xã hội. Công an là khái niệm chung cho các lực lượng an ninh, cảnh sát dân sự và vệ binh của các quốc gia.
Dân quân hay hiến binh là lực lượng quân sự hoặc bán quân sự được các quốc gia tổ chức như là một lực lượng dự phòng nhằm huy động sức mạnh từ số đông quần chúng. Dân quân thường thực hiện nhiệm vụ hỗ trợ quân đội hoặc công an.
Tùy theo tổ chức nhà nước mà các lực lượng vũ trang được đặt ở các cơ quan quản lý khác nhau. Thông thường, quân đội thuộc quyền quản lý của Bộ Quốc phòng, còn công an thuộc quyền quản lý của Bộ Công an hay Bộ Nội vụ.